# Allantoïne
L'allantoïne  est un composé chimique azoté, de formule C4H6N4O3, d’origine animale ou végétale découvert par Louis-Nicolas Vauquelin dans le liquide amniotique de la vache ; il a été trouvé également dans l'urine du veau (Friedrich Wöhler) puis chez de nombreux mammifères à l'exception des grands primates (dont l'Homme).
Bien qu'il soit possible d'extraire l'allantoïne à partir du mucus de certains gastéropodes (ex : escargots), l'industrie cosmétique privilégie la synthèse chimique pour sa production. L'allantoïne est en effet le produit de l'oxydation de l'acide urique. Parmi les végétaux, on en trouve dans les racines de la grande consoude et dans les graines de céréales.
C'est un uréide oxyglycollique, qui cristallise en prismes clinorhombiques, brillants, incolores, peu solubles dans l'eau, que la barite décompose à l'ébullition en ammoniaque et en oxalate de baryum.

## Utilisation
En cosmétique (plus de 10 000 brevets font mention de ce composant), on en trouve principalement dans les soins de la peau et les produits de maquillage, mais aussi dans les dentifrices, shampoings, crèmes à raser, rouges à lèvres, etc.
L'allantoïne est utilisée en cosmétologie comme ingrédient hydratant et apaisant pour la peau. Elle peut aider à réduire l'irritation et les rougeurs, et à stimuler la régénération cellulaire.
L'allantoïne n'est pas antiseptique.
En raison de possibles interactions, les préparations contenant de l'allantoïne ne doivent pas être stockées dans des récipients en métal.

### Synonymes
- Uréidohydantoïne
- Glyoxyldiuréide
- Hémocane
- 5-uréidohydantoïne